# مخشوش (أسلم)

تعديل مصدري - تعديل

مخشوش هي إحدى قرى عزلة أسلم الشام بمديرية أسلم التابعة لمحافظة حجة، بلغ تعداد سكانها 57 نسمة حسب تعداد اليمن لعام 2004.